# Macrodasys remanei
Macrodasys remanei is een buikharige uit de familie Macrodasyidae. Het dier komt uit het geslacht Macrodasys. Macrodasys remanei werd in 1963 voor het eerst wetenschappelijk beschreven door Boaden. 